# Клодт фон Юргенсбург, Константин Карлович
Барон Константи́н Ка́рлович Клодт фон Ю́ргенсбург, Клот (18 (30) июня 1807, Санкт-Петербург, Российская империя — 3 (15) ноября 1879, там же) — русский гравёр и фотограф из остзейского рода Клодт фон Юргенсбург, основоположник профессиональной школы торцовой гравюры, офицер-артиллерист по основной службе; младший брат скульптора барона Петра Клодта, отец живописца-пейзажиста барона Михаила Константиновича Клодта. Фотограф Императорской Академии художеств (с 1859), генерал-майор (1870).

## Биография

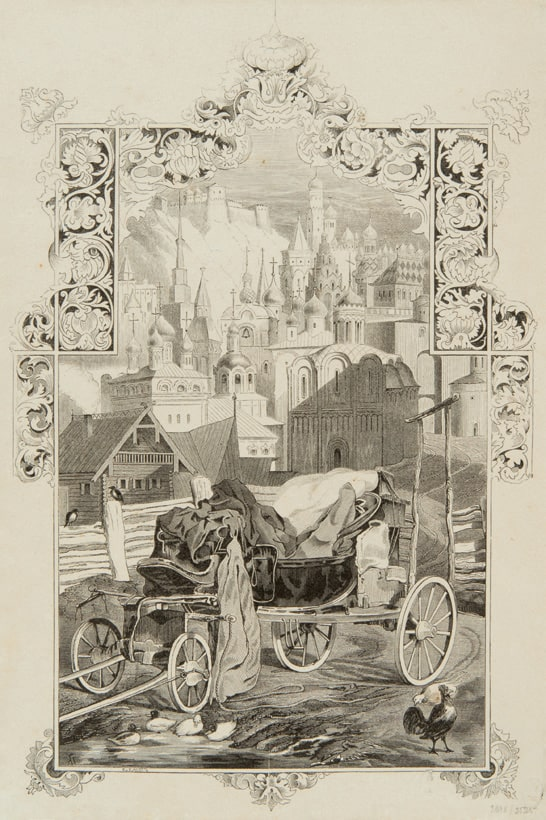
Клодт К. К. Фронтиспис к повести В. А. Соллогуба «Тарантас. Путевые впечатления». По рисунку Григория Гагарина

Представитель баронской семьи Клодт фон Юргенсбург.
Младший брат известного литейщика, профессора скульптуры Петра Карловича Клодта фон Юргенсбурга. Семья будущего художника (небогатая, но родовитая) происходила из остзейских дворян, состояла из потомственных военных. Его прапрадед был одним из известных деятелей Северной войны, служил генерал-майором в шведской армии.
Отец братьев — барон Карл Фёдорович Клодт фон Юргенсбург — генерал-майор, геодезист и топограф, участник русско-турецких и наполеоновских войн; портрет старшего Клодта фон Юргенсбурга работы мастерской Джорджа Доу помещён среди 332 генеральских изображений в Военной галерее Зимнего дворца.
Несмотря на то, что К. К. Клодт родился в 1807 году в Санкт-Петербурге, детство и юность его прошли в Омске, где отец занимал должность начальника штаба Отдельного Сибирского корпуса.
Образование получил в Омском училище Сибирского линейного казачьего войска и Артиллерийском училище, которое окончил в 1828 году. В 1832 году в чине поручика числился в Павловском кадетском корпусе.
Как и его старший брат Пётр Карлович, проявлял свои художественные наклонности ещё в стенах Михайловского артиллерийского училища. Не оставляя службу, в 1830-х годах стал посещать рисовальные классы Императорской Академии художеств и обратил на себя внимание как хороший рисовальщик пером под гравюру; труды его были представлены государю и удостоились монаршего поощрения. В то время внимание художественного мира было занято идеею возрождения забытой отрасли искусства — ксилографии. К. Клодт, совместно с бароном Неттельгорстом, посвятил себя специально этому делу и, можно сказать, был первым русским гравёром на дереве в XIX веке.
Высочайшим приказом от 22 февраля 1833 года был уволен от службы «за болезнью» с производством в штабс-капитаны, после чего решил посвятить себя исключительно искусству гравирования на дереве. По предложению Императорского общества поощрения художеств выгравировал на дереве, для опыта, небольшой пейзаж, написанный с натуры в Москве А. Резановым. Опыт этот убедил Общество, что есть все основания ожидать от него блистательных успехов. Академия художеств, признавшая тоже пользу и необходимость усовершенствования этого таланта за границей, совместно с Обществом поощрения художников послала его в 1838—1839 годах в Германию, Францию и Англию для совершенствования, посещения мастерских важнейших ксилографов.
По возвращении из-за границы, К. Клодт, пользуясь ежегодною субсидией от Общества поощрения художеств, устроил при Академии особый класс для обучающихся ксилографии и, благодаря этому, стали удешевляться и распространяться в России гравированные изображения. Им самим были созданы гравюры для разных изданий, например: «Сенсации и замечания госпожи Курдюковой дан летранже» (1841), «Наши» и, особенно, «Иллюстрация» (1845—1849). За годы творчества художником были исполнены иллюстрации ко многим изданиям, самым известным среди которых является книга В. А. Соллогуба «Тарантас. Путевые впечатления», вышедшая в свет в 1845 году.
С 1837 по 1845 год самостоятельно преподавал гравирование по дереву. Из известных учеников его были Бернардский и В. Тимм. Кроме них у него обучались также гравированию на дереве: Л. А. Серяков, П. И. Добротворский, Наполеон Кюи, Фридрих Фрейнд, Франц Гернер и др.. Помимо создания гравировальных работ, в апреле 1858 года открыл фотоателье в доме Доссе на углу Бассейной и Басковой улиц, пользовавшееся большою известностью в Петербурге.
Высочайшим приказом от 17 августа 1845 года был определён на службу в 3-ю гренадерскую артиллерийскую бригаду в прежнем чине поручика. Согласно формулировке приказа ранее служил в Таможенном ведомстве в чине коллежского секретаря. В том же году был назначен на должность адъютанта управляющего пороховыми заводами. Высочайшим приказом от 20 января 1850 года в чине штабс-капитана был отчислен от этой должности и зачислен по полевой пешей артиллерии.
В 1849 году Советом Императорской Академии художеств была положительно отмечена деятельность Клодта фон Юргенсбурга по руководству частной группой из семи гравёров и семи учеников, которая за два года произвела более 1800 гравированных досок: «многие из них не оставляют ничего желать более в этом роде», «Совет Академии, в справедливом внимании к граверам на дереве, не откажет конечно в поощрении их в своем отзыве».
В 1853 году был определён в Михайловское артиллерийское училище исправляющим должность библиотекаря. В 1864 году был утверждён в должности библиотекаря Михайловской артиллерийской академии и училища, состоял в этой должности по 1869 год.
26 августа 1856 года, в день коронации Александра II, был пожалован чином подполковника. 17 апреля 1863 года был произведён в полковники, 27 ноября 1870 года — в генерал-майоры.
В августе 1859 года он обратился в Совет Императорской Академии художеств с просьбой удостоить его звания фотографа Императорской Академии художеств, что дало бы ему возможность приступить к исполнению заказов Академии в мастерской на Литейном проспекте. 12 сентября того же года Совет Академии определил: «соглашаясь на просьбу барона Клодта как художника, заслужившего известность своими фотографическими произведениями <…> испросить на просьбу его разрешение г. министра императорского двора». В октябре 1859 года был удостоен звания фотографа Императорской Академии художеств и право поместить на вывеске фотоателье герб Академии.
Умер 3 ноября 1879 года в Петербурге; был похоронен на Волковском лютеранском кладбище.

## Семья
Жена — Катрин Винье. Дети:
- Михаил Константинович Клодт (30.12.1832 — 16.05.1902) — пейзажист
- Николай Константинович Клодт (1834—1863)
- Елизавета Константиновна Клодт (1839—1929) — хозяйка литературного салона.
- Александр Константинович Клодт (1840—1872) — был женат на своей двоюродной сестре Вере Петровне Клодт (1843–1924), дочери П. К. Клодта; отец художников братьев Николая, Евгения и Константина Клодтов
- Екатерина Константиновна Клодт (1.10.1842 — 1882)
- Андрей Константинович Клодт (1845—1871)
- Елена Константиновна Клодт (1849 — конец 1860-х)
- Константин Константинович Клодт (1851—1925)
- Ольга Константиновна Клодт (1856—1941) — единомышленница и корреспондент Льва Толстого, была учительницей рисования в Петербургской Мариинской женской гимназии